# Atopsyche brachycerca
Atopsyche brachycerca is een schietmot uit de familie Hydrobiosidae. De soort komt voor in het Neotropisch gebied.